# Spiniphora slossonae
Spiniphora slossonae är en tvåvingeart som först beskrevs av Malloch 1912.  Spiniphora slossonae ingår i släktet Spiniphora och familjen puckelflugor. Inga underarter finns listade i Catalogue of Life.